# Zuid-Gelders
Zuid-Gelders (dialekt południowogeldryjski) – jeden z dialektów języka niderlandzkiego. Używa go ok. 0,3 mln mieszkańców Niderlandów w rejonie Limburgii i Nadrenii oraz kilkaset tysięcy w Niemczech. 